# مهرگان (قزوین)
شهر جدید مهرگان

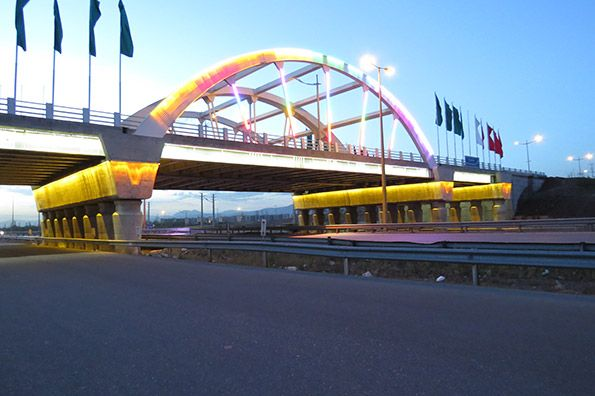
پل ۹ دی از مهرگان به محمدیه (زیباشهر)

شهر جدید مهرگان بیست و نهمین شهر استان قزوین و در شهرستان البرز واقع شده است. جمعیت این شهر بر اساس سرشماری سال ۱۴۰۰ ۱۲۰ هزار نفر بوده و پس از تکمیل اسکان جمعیت به دومین کانون تمرکز جمعیتی استان قزوین تبدیل خواهد شد.
فاصله مهرگان تا کلانشهر قزوین ۱۷ کیلومتر می‌باشد و راه ارتباطی آنها از اتوبان قزوین-کرج صورت می‌گیرد.
| نام    | مساحت    | سال ساخت | محله     |
| ------ | -------- | -------- | -------- |
| بهشت   | ۲۲ هکتار | ۱۳۹۵     | مرکز شهر |
| گلستان | ۴ هکتار  | ۱۳۹۲     | فاز ۱    |
| ساحلی  | ۸ هکتار  | ۱۴۰۴     | کانال آب |

همچنین شهر جدید مهرگان چهارمین شهر جدید پرجمعیت کشور پس از پرند، اندیشه و صدرا می‌باشد.
مهرگان در کل کشور ارزان‌ترین مسکن ملی و مسکن مهر را دارد
بیمارستان ۶۴ تخت خوابی مهرگان نیز در حال احداث است و پیش‌بینی می‌شود تا سال آینده افتتاح شود.